# Kanton Fourchambault
Fourchambault is een kanton van het Franse departement Nièvre. Het kanton werd opgericht bij decreet van 18 februari 2014, met uitwerking op 22 maart 2015. Het maakt deel uit van het arrondissement Nevers.

## Gemeenten
Het kanton Fourchambault omvat volgende gemeenten:
- Fourchambault
- Garchizy
- Germigny-sur-Loire
- Marzy